# 法務部法醫研究所
法務部法醫研究所為中華民國法務部所屬機構，成立於1998年7月1日，負責台灣法醫訓練、鑑驗和技術發展工作。

## 歷史
- 1990年9月行政院全國治安會議決議，以臨時任務編組方式在台灣高等法院檢察署暫設法醫中心，並研擬《法務部法醫研究所組織條例》草案。
- 1997年立法院三讀通過《法務部法醫研究所組織條例》，並由總統公布施行。5月30日成立籌設小組。
- 1998年7月1日，法務部法醫研究所正式成立，原屬臨時編組之台灣高等法院檢察署法醫中心業務併入本所。
- 2011年6月29日，總統令，制定公布《法務部法醫研究所組織法》；隔年元旦，組織法實施。

## 歷任所長[1]
| 屆次 | 姓名           | 就職時間       | 卸任時間       | 備註                             |
| ---- | -------------- | -------------- | -------------- | -------------------------------- |
| 1    | 謝文定         | 1998年7月1日   | 1999年6月30日  | 法務部常務次長兼任               |
| 2    | 林錫堯         | 1998年7月1日   | 2001年6月30日  | 法務部常務次長兼任               |
| 3    | 顏大和         | 2001年7月1日   | 2002年4月10日  | 法務部常務次長兼任               |
| 代理 | 王崇儀         | 2002年4月11日  | 2005年4月      |                                  |
| 4    | 王崇儀         | 2005年4月      | 2008年9月9日   |                                  |
| 代理 | 蔡茂盛         | 2008年9月10日  | 2008年12月15日 |                                  |
| 5    | 李俊億         | 2008年12月16日 | 2012年11月30日 | 台大醫學院法醫學研究所借調       |
| 6    | 蔡清祥         | 2012年12月1日  | 2013年3月10日  |                                  |
| 代理 | 周章欽         | 2013年3月11日  | 2015年3月10日  |                                  |
| 7    | 呂文忠         | 2015年3月11日  | 2015年5月31日  |                                  |
| 8    | 涂達人         | 2015年6月1日   | 2019年3月21日  |                                  |
| 代理 | 楊秀蘭         | 2019年3月22日  | 2020年3月12日  | 臺灣南投地方檢察署檢察長         |
| 代理 | 陳宏達         | 2020年3月13日  | 2021年3月13日  | 2021年3月13日 退休               |
| 代理 | 秘書室主任代理 | 2021年3月14日  | 2022年1月25日  | 2021年3月17日 尚未公開代理人資訊 |
| 9    | 侯寬仁         | 2022年1月26日  | 現任           |                                  |

## 組織[3]
- 所長
  - 副所長
  - 組長
  - 主任
  - 研究員
  - 副研究員
  - 助理研究員
  - 組員
  - 技士
  - 書記
  - 人事管理員
  - 主計機構（主計員、組員）

編制
- 法醫病理組
- 毒物化學組
- 血清證物組
- 秘書室

## 外部連結
- （繁體中文）法務部法醫研究所 （页面存档备份，存于）